# Gjutholmarna
Gjutholmarna är öar i Finland. De ligger i Finska viken och i kommunen Ingå i landskapet Nyland, i den södra delen av landet. Öarna ligger omkring 51 kilometer väster om Helsingfors.
Arean för den av öarna koordinaterna pekar på är 0,8 hektar och dess största längd är 200 meter i sydöst-nordvästlig riktning. Närmaste större samhälle är Ingå, 5,8 km nordväst om Gjutholmarna.